# فاكهة

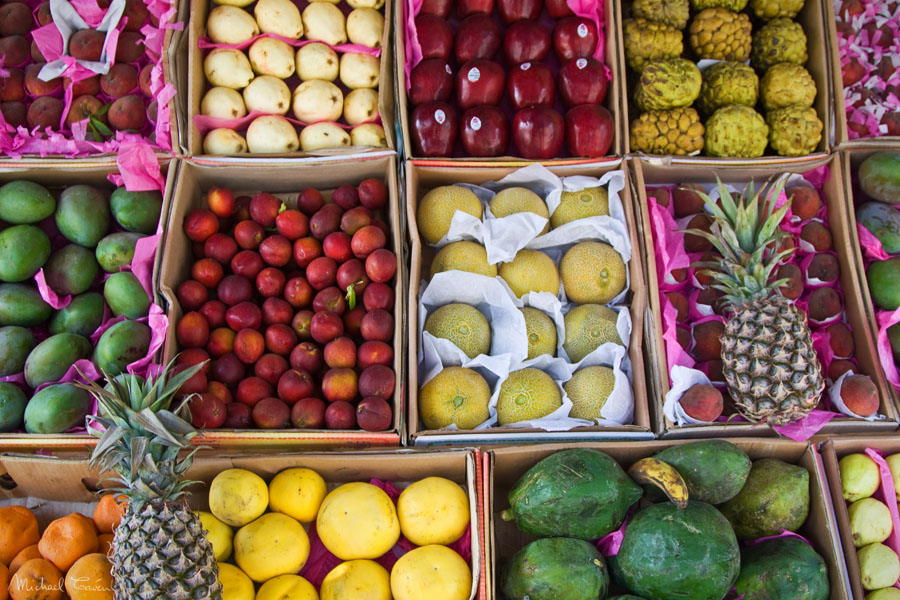
فواكه للبيع في الغردقة

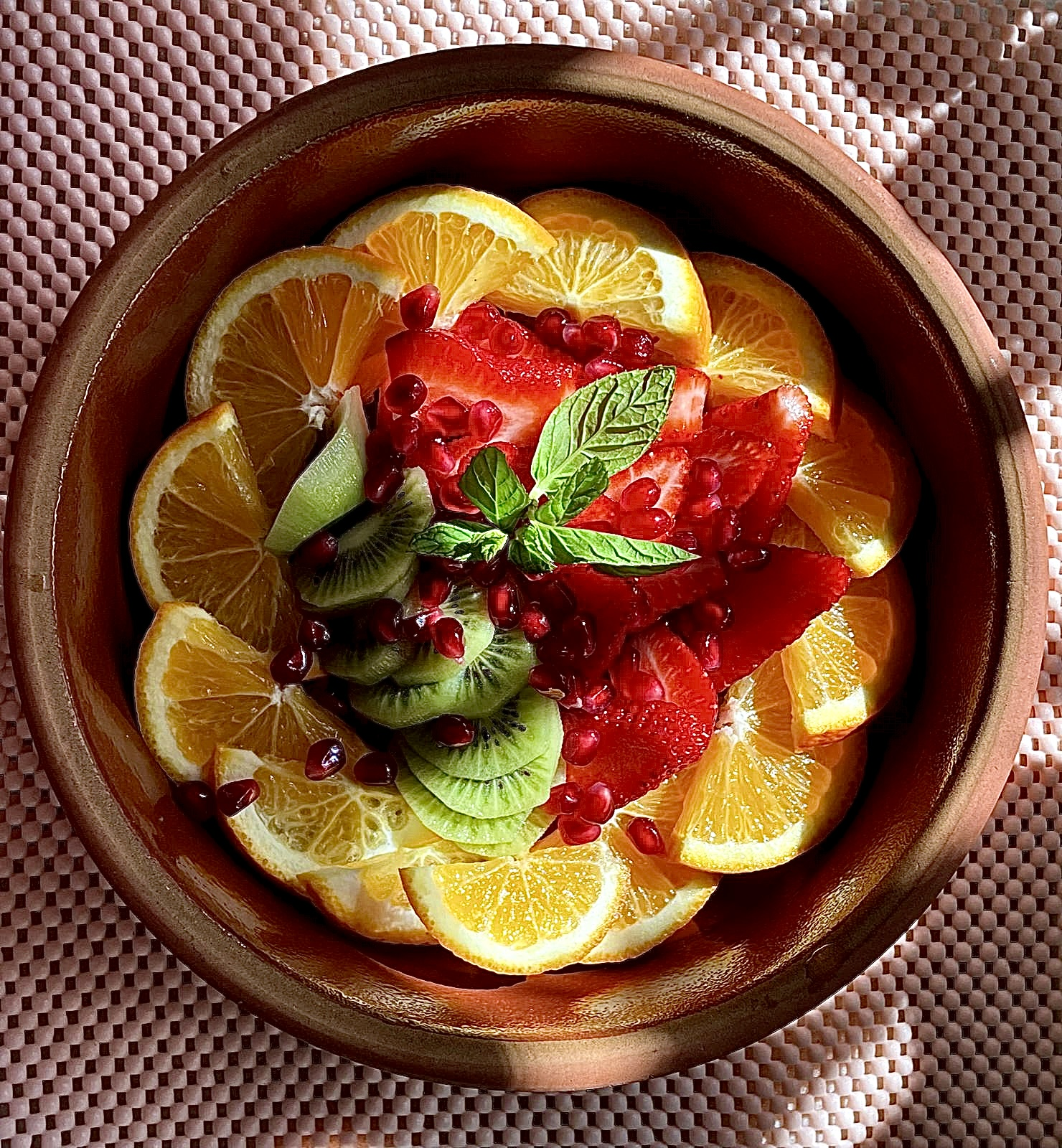
طبق فواكه طازجة.

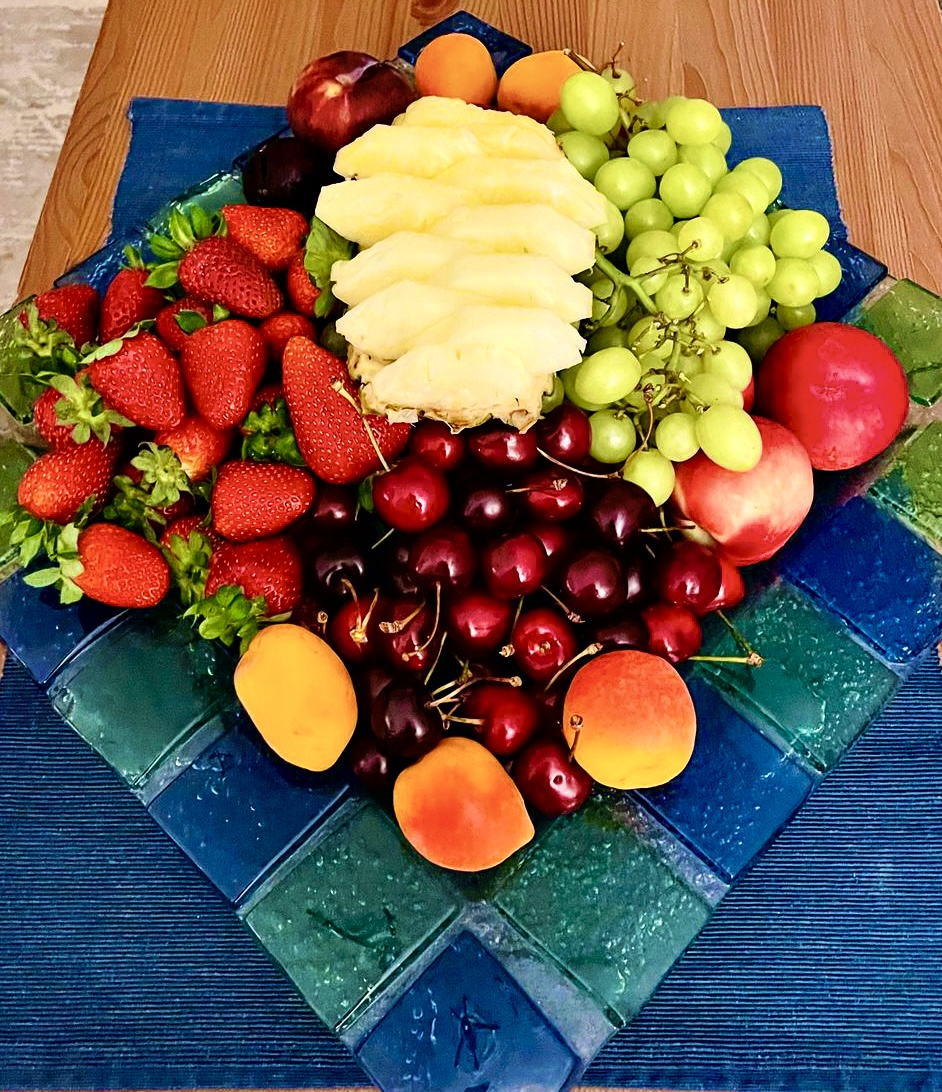
فاكهة موسمية.

الفواكه هي الثمار النباتية التي تحملها النباتات كغطاء لبذورها. تتميز عادة بأنها
حلوة أو حامضة الطعم ومكتنزة بالمياه. ينصح بتناول الفاكهة على معدة فارغة لاحتوائها على سكاكر بسيطة، مما يؤدي إلى إبطاء عملية الهضم والامتصاص عند تناولها مباشرة بعد الطعام إذ تحتوي الفواكه على فيتامينات وعناصر مهمة مثل الكالسيوم الذي يساعد على تقوية العظام وعدم الإصابة بهشاشة العظام والعديد من الفوائد...إلخ، حيث لا يستطيع أي إنسان الاستغناء عن النبات والفواكه سواء بطريقة مباشرة أو غير مباشرة.

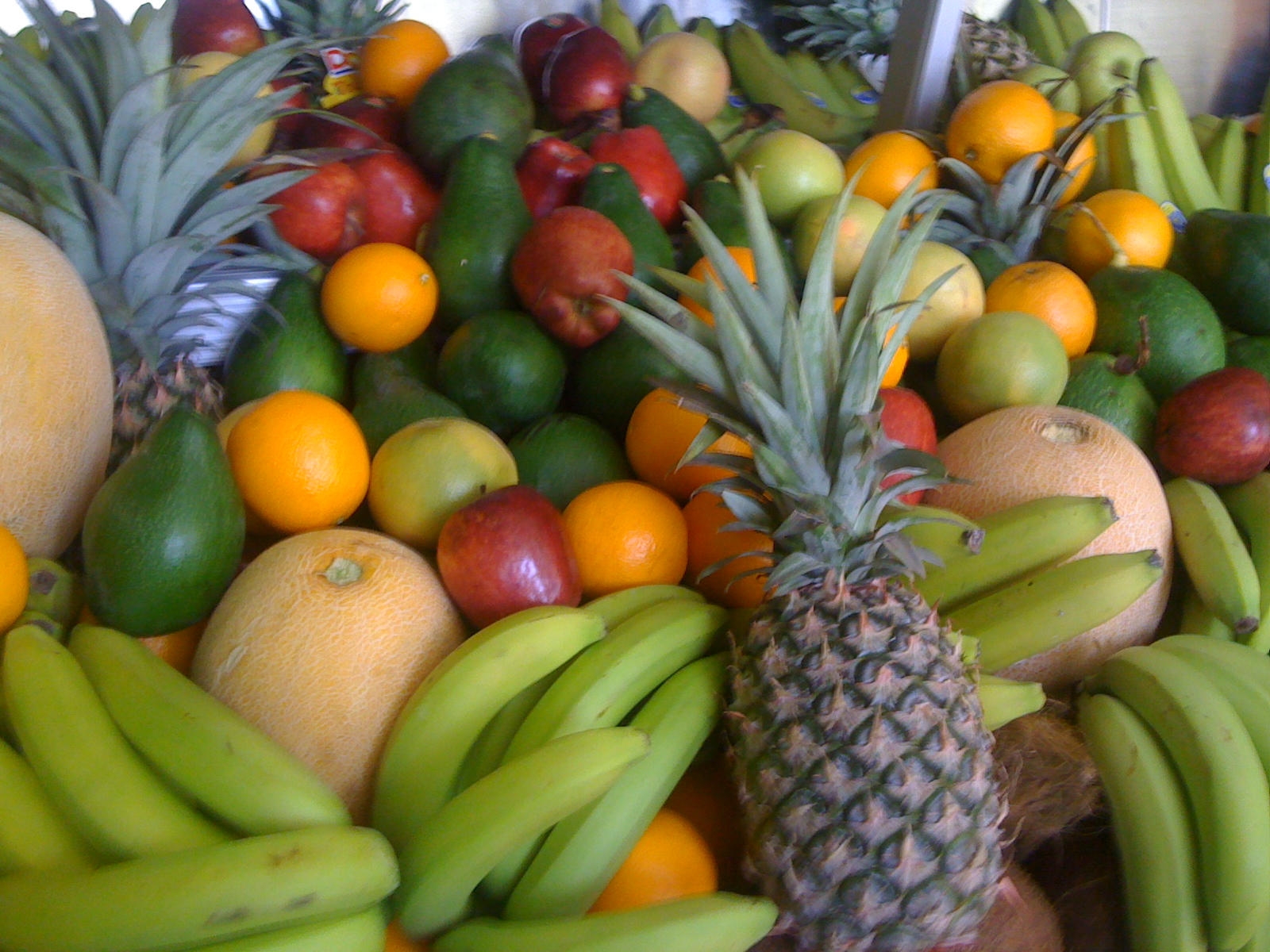
أنواع مختلفة من الفاكهة

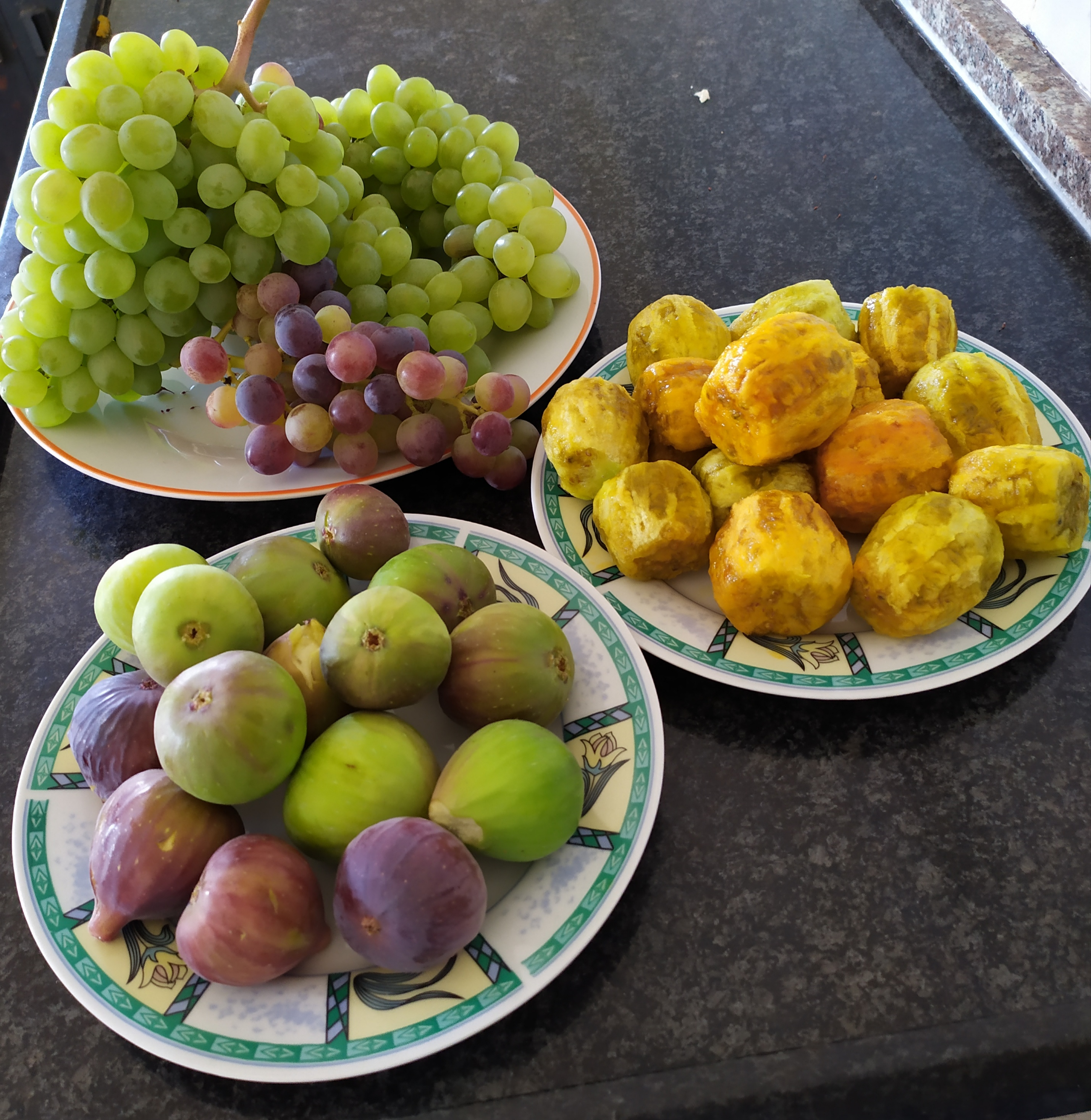
فاكهة،من ثمار الصيف،العنب،الصبر،التين،فلسطين

كما أن الفواكه تحتوي على ألياف تسهل عمل الأمعاء والإخراج. كما توجد في الفواكه مواد تساعد على المحافظة على الشباب وتخفيف متاعب الكهولة. والفواكه تساعد على معادلة السموم وإبطال عملها الضار للجسم.
وهي مفيدة جدًا للحصول على الفيتامين كما نوصي عند عسر الهضم بأكل فاكهة البطيخ والتي لها فوائد عظيمة في مرض عسر الهضم، هذا والله أعلم.

## التوصيات
- 4-2 حصص يوميًا
- تناول مجموعة متنوعة من الألوان والأنواع
- من الأفضل تناولها كما هي وبدون تقشيرها لتحافظ على الألياف
- تُعتبر الفاكهة وجبة خفيفة رائعة تفصل بين الوجبات الأساسية

## فوائد الفواكه
للفواكه فوائد كثيرة ترغمنا على الاستمرار عليها وتناولها:
للفواكه فوائد جمة تعود على الإنسان عند المواظبة على تناولها، وذلك لما تحتويه من عناصر وفيتامينات ضرورية لجسمه، من أجل القيام بالوظائف المختلفة التي يقوم بها الجسم على أكمل وجه، كإمداده بالطاقة اللازمة للقيام بالعديد من الأنشطة اليومية، وتقيه من التعرض للإصابة بالعديد من الأمراض سواء المزمنة والخطيرة أو الأمراض البسيطة وغير المستعصية، ويكون لها دور كبير في تجديد الخلايا التالفة، بالإضافة إلى الفوائد العديدة للبشرة والشعر. وتوجد فوائد جمة في الفواكه والخضار لا تعد ولا تحصى إذ أنها غنية بالفيتامينات المتعددة وأيضًا تحتوي على المعادن والحديد فهي مهمة في جمال ونضارة البشرة فمثلًا:

### الليمون
يحتوي الليمون على فيتامين c إضافة إلى الحديد وحمض الستريك. وهو مقاوم لتقدم البشرة، إذ ينصح به أيضًا للمصابين بالزكام لانه يقوم بمعالجة الغشاء المخاطي للأنف ومنع الرشح.

### المشمش
يحتوي المشمش على 43 سعرة حرارية لكل 100 جرام. والمشمش سهل الهضم لاحتوائه على الحمضيات، كما يحتوي على بيتا-كاروتين المفيد لكل من البشرة والأنسجة، كما أنه يُحسن الرؤية في الظلام. والمشمش عبارة عن شجرة مثمرة ذات حجم متوسط يتراوح طولها بين 2 و3 متر، وتصل الأشجار المعمرة منها لارتفاع يزيد عن 8 أمتار وأوراقها ذات شكل قلبي مع أطراف مدببة، ويبلغ طول الورقة إلى 10 سنتمتر وعرضها بين 3 و4 سنتمتر.

### الكمثرى
وفي هذه الفاكهة 55 سعرة حرارية لكل 100 جرام. تعمل الكمثرى على تخفيض ضغط الدم العالي، كما تعمل على تخلص الجسم من الماء الزائد وتنشط عمل الكليتين وتقي أمراض القلب وذلك لاحتوائها على البوتاسيوم. ويُجَنِب تناول الكمثرى الإمساك واضطراب المعدة.

### التين
تناول التين يقوي الكبد وينشطه ويزيل تضخم الطحال ويعالج أمراض الدورة الدموية والأوردة خصوصاً البواسير، وذلك إلى جانب دوره في تنشيط الكلى للبول وتفتيت الحصوات الكلوية.
واستخدام 60 سُعر لكل 100 جرام. تحتوي على ألياف طيبة تعمل على منع الإمساك. وتمد الجسم بالطاقة حيث تحتوي بنسبة 16 % على السكر (في التين الطازج) وبنسبة 60 % في التين المجفف.
وحامض إللاج Ellag acid الذي يقي من الإصابة بمرض السرطان.

### الفراولة
33 سُعر لكل 100 جرام. تحوي الفراولة على قدر عظيم من فيتامين سي، وهي تتفوق بما تحتويه من ذلك الفيتامين (56 مليجرام لكل 100 جرام) على الليمون. كما تحتوي الفراولة على الحديد وحامض إللاج Ellag acid الذي يقي من الإصابة بالسرطان ويبيض الأسنان.

### المانجو
58 سعر لكل 100 جرام، وتحتوي على بيتاكاروتين المفيد للعينين والبشرة. كما تحتوي المانجو على سيلين selen الذي يحمي من الأكسدة في الخلايا، ويحتوي على حامض الفوليك المفيد لنمو وبناء الجسم.

### البطيخ
38 سُعر لكل 100 غرام. يحتوي على البيتاكاروتين المفيد للعينين وبشرة الجسم. ويتميز البطيخ عن الشمام بارتفاع نسبة البوتاسيوم فيه وقلة السعرات.

### البرتقال
42 سعر حراري لكل 100 جرام أي تحتوي البرتقالة المتوسطة الحجم على نحو 75 سعر حراري. تكفي برتقالتين لمد الجسم بفيتامين سي لليوم.كما يحتوى البرتقال على ألياف تمنع الإمساك
وهو مفيد جدا لجسم الإنسان.

### الخوخ
43 سعر لكل 100 جرام. يحتوي على البيوتين Biotin أحد فيتامينات بي، وهو مفيد للبشرة والشعر. تعمل النسبة المناسبة للصوديوم والبوتاسيوم الموجودة في الخوخ على طرد الماء الزائد من الجسم.

### البرقوق
49 سعر لكل 100 جرام. يساعد البرقوق على الهضم لما يحتويه من ألياف. يخفف متاعب الروماتيزم، وهو منشط لعمل الكليتين ومنشط للدورة الدموية. يمتاز بقلة ما يحتويه من الصوديوم.

### العنب
68 سُعر لكل 100 جرام. تعمل ما به من مواد على توسيع العروق وتسهيل جريان الدم، وهو طيب لحماية القلب. توجد تلك المواد المفيدة بصفة خاصة في البذور والقشرة.

### الشمام
منعش للبشرة وخاصة الجافة منها ويمكن استعماله على شكل عصير أو قناع.

### الليمون
36 سُعر لكل 100 جرام. يحمي خلايا الجسم بكفاءة عالية بما فيه من فيتامين سي، وفلافونيدات الليمون Zitrusflavonoids ،وزيت الليمون الطيار Limonen. هذه الثلاثة مواد القيمة تقاوم الالتهابات.
يساعد على شد مسام الجلد الواسعة وينقي البشرة الدهنية وهو أيضا مقاوم للتجاعيد لاحتوائه على حمض السيتريك المضاد للتأكسد وفيتامينات (A، C B2. B3)، إضافة إلى الحديد والكالسيوم، مما يجعله من أفضل الثمار لمقاومة آثار التقدم في السن وتليين الجلد وتنشيطه وتأخير ظهور البقع الداكنة، كما يستخدم الليمون على الوجه للتخلص من الإفرازات الدهنية.

## فوائد الفاكهة المجفّفة
إن الفاكهة المجففة وبالأخص الخوخ المجفف يمكن أن يعزّز صحّة العظام ويساعد في محاربة الإمساك. بالإضافة إلى أن الفاكهة المجففة تساعد في المحافظة على صحة الجهاز الهضمي. كما قد أظهرت الدراسات أن النظام الغذائي الغني بالفاكهة المجففة مرتبط بمؤشر استقلاب أساسي منخفض، نسبة أقل من البدانة ونوعية غذاء أفضل.
الزبيب والخوخ المجفف هما من أهم مصادر البورون في الغذاء الأميركي والزبيب يحتوي على النسبة الأعلى: 2.2 مغ لكل 100 غ. إن البورورن هو عنصر مهم لنمو والمحافظة على صحة العظام والمفاصل.

## أقدم فاكهة على الأرض
أعلنت نخبة من العلماء في أكتوبر 2013 أنهم وجدوا نوعا من الطماطم المتحجرة تسمى «توماتيلو» يبلغ عمرها 52 مليون سنة في الأرجنتين. وهي تعد أقدم فاكهة وجدت من نوع الطماطم.